# Premis del Sindicat Nacional de l'Espectacle de 1971
Els trenta-unens Premis Nacionals de Cinematografia concedits pel Sindicat Nacional de l'Espectacle corresponents a 1971 es van concedir el 29 de gener de 1972 a l'Hotel Palace de Madrid. En aquesta edició els premis econòmics foren per 5 pel·lícules i 875.000 pessetes, i un total de 265.000 pessetes als premis al millor director, guió, actor i actriu principal, actor i actriu secundaris, fotografia, decorats i música.

## Guardonats de 1971
| Categoria                | Premi       | Pel·lícula premiada           | Director                                                            |
| ------------------------ | ----------- | ----------------------------- | ------------------------------------------------------------------- |
| Premi especial           | 250.000 pts | Cao-Xa                        | Pedro Mario Herrero                                                 |
| Premi especial           | 250.000 pts | Adiós, cigüeña, adiós         | Manuel Summers                                                      |
| 1r premi                 | 250.000 pts | Nada menos que todo un hombre | Rafael Gil Álvarez                                                  |
| 2n premi                 | 150.000 pts | Españolas en París            | Roberto Bodegas                                                     |
| 3r premi                 | 125.000 pts | Varietés                      | Juan Antonio Bardem                                                 |
| 4t premi                 | 100.000 pts | Marta                         | José Antonio Nieves Conde                                           |
| Millor director          | 45.000 pts  | Joaquín Romero Marchent       | Condenados a vivir                                                  |
| Millor guió              | 45.000 pts  | Jaime de Armiñán              | Mi querida señorita                                                 |
| Millor actriu            | 30.000 pts  | María Mahor                   | Mecanismo interior                                                  |
| Millor actor             | 30.000 pts  | José Luis López Vázquez       | Mi querida señorita                                                 |
| Millor actriu principal  | 20.000 pts  | Charo Soriano                 | La casa de las chivas                                               |
| Millor actor principal   | 20.000 pts  | Fernando Sancho               | El más fabuloso golpe del Far-West                                  |
| Millor actriu secundària | 10.000 pts  | Josele Román                  | Black Story (La historia negra de Peter P. Peter)                   |
| Millor actor secundari   | 10.000 pts  | Antonio Ferrandis             | Vente a ligar al Oeste                                              |
| Millor fotografia        | 25.000 pts  | Mario Pacheco                 | Las melancólicas                                                    |
| Millors decorats         | 20.000 pts  | Ramiro Gómez                  | La casa de las palomas Españolas en París La última señora Anderson |
| Millors música           | 20.000 pts  | Manuel Parada                 | Nada menos que todo un hombre                                       |